# Ісфаганський центр ядерних технологій/досліджень
32°34′26″ пн. ш. 51°49′34″ сх. д. / 32.5739781° пн. ш. 51.8261294° сх. д.
Ісфаганський центр ядерних технологій/досліджень — найбільший атомний науковий центр Ірану, розташований на південний схід від міста Ісфаган, у центральній частині округу Ісфаган, 

та має потужність 10 МВт 

є під орудою «Pishgam Energy Industries Corporation».
Засновано в 1970-х роках за сприяння Франції.
Частково контролюється Міжнародним агентством з атомної енергії ООН у рамках програми Спільного комплексного плану дій. 

Містить (переважно поставлено Китаєм):
- MNSR – мініатюрний реактор-джерело нейтронів(інші мови) потужністю 27 кВт
- Легководяний підкритичний реактор (LWSCR)
- Важководяний реактор нульової потужності (HWZPR)
- Графітовий підкритичний реактор (GSCR)